# František Xaver Brixi
František Xaver Brixi (2. ledna 1732 Praha-Staré Město – 14. října 1771 Praha) byl český hudební skladatel, který patří mezi nejvýznamnější české skladatele působící v 18. století v českých zemích. Stylově se svou tvorbou řadí k hudebnímu předklasicismu a ranému klasicismu. Svými kompozičními postupy velmi ovlivnil své současníky. V českých zemích a mnoha zemích Evropy patřily Brixiho skladby po celou druhou polovinu 18. století k nejhranějším.

## Život
O jeho životě existuje jen málo archivních dokumentů a spolehlivých informací, nedochoval se ani jeho portrét.
Byl synem proslulého pražského varhaníka Šimona Brixiho (1693–1735) a jeho ženy Barbory rozené Fialkové, dcery bohatého měšťana v Benátkách nad Jizerou. Hudbu provozovali i jeho strýc a bratranec. Z matčiny strany byli spřízněni s hudební rodinou Bendů.
František Xaver Brixi se narodil 2. ledna 1732 v Praze, podle křestní knihy kostela Nejsvětější Trojice dostal jméno František Vojtěch Emanuel Brixi. Otec zemřel v roce 1735 a matka se musela postarat o tři děti.
Mezi lety 1744–1748 studoval na hudebně zaměřeném piaristickém gymnáziu v Kosmonosech, kde se ho ujal kněz Václav Kalous. Po ukončení studia působil v několika pražských chrámech jako varhaník (například v kostele sv. Mikuláše na Malé Straně, předtím u sv. Havla na Starém Městě a v dnes již zaniklém kostele Panny Marie Na louži, který stával na dnešním Mariánském náměstí). Mezi uznávané skladatele se zařadil velmi záhy, o čemž svědčí četné skladby, prováděné v letech 1758–1771 na každoročních svatojánských slavnostech, pořádaných na lodích poblíž Karlova mostu. Dá se říci, že coby hudební skladatel v Českých zemích ve své době zcela dominoval.
Počátkem roku 1759 se stal kapelníkem katedrály sv. Víta. Tuto, v tehdejších dobách snad nejvýznamnější funkci v pražském hudebním životě zastával až do své smrti. Protože jeho předchůdce ve funkci, kapelník a skladatel Jan František Novák (1697–1771) byl ještě naživu – penzionován byl ze zdravotních důvodů – a Novákova penze odčerpávala z Brixiho platu mandatorně 100 zlatých ročně, Brixi rozdíl dorovnával účinkováním v kostele benediktinek u sv. Jiří na Pražském hradě. Pro toto místo vznikly proslulé Brixiho koncerty pro varhany a orchestr. S touto významnou funkcí byla spojena řada povinností. Pro různé církevní obřady a slavnosti psal nové skladby, dohlížel na členy chrámového sboru a vyučoval je hudbě.
Ve volných chvílích navštěvoval benediktinský klášter v Břevnově a opatu Bedřichu Grundmannovi v roce 1765 věnoval slavnostní kantátu Corona dignitatis senectus k padesátému výročí řádových slibů. Po dlouhá léta udržoval přátelské styky s členy kanonie Křižovníků s červeným srdcem na Starém Městě, pro které napsal k různým slavnostem a výročím řadu skladeb. V roce 1767 složil na oslavu probošta operetu Ad sanctam crucem majorem triplicis crucis praepositus.
Brixiho umělecký věhlas pronikl velmi brzy i do zahraničí. V Polsku, Rakousku i na západě Německa patřil v sedmdesátých a osmdesátých letech k nejhranějším autorům chrámové hudby. Mnichovští jezuité od něho několik let objednávali hudbu k duchovním dramatům. 167 jeho děl je dodnes v opisech zachováno v klášteře cisterciáků v Ottobeurenu.
Na rozdíl od mnoha českých hudebníků a skladatelů té doby Brixi nikdy neopustil Čechy. Téměř celý život prožil v Praze, v posledních letech bydlel v dnešní Thunovské ulici na Malé Straně. Nebyl ženatý a neměl děti. Zemřel poměrně mlád, patrně na tuberkulózu v Nemocnici u milosrdných bratří na Františku. Jeho ostatky spočinuly na nemocničním hřbitově u kostela sv. Šimona a Judy.

## Dílo
Ačkoli žil ještě v době baroka, jeho hudba je předzvěstí hudebního klasicismu – v jeho skladbách se objevují nové prvky: projasněnost výrazu, svěží rytmické cítění a promyšlenost stavby, tedy postupy typické pro klasicistní hudbu. V tom také tkví jeho největší objevitelský přínos a význam. Brixi hojně uplatňoval synkopy a trioly a stálým kombinováním nejrůznějších rytmických útvarů, nepravidelnostmi a přesahy se vyhýbal jednotvárnosti, do které upadalo mnoho jeho současníků. Ty převyšoval i složitější harmonií a pestrostí formálního členění. Jako jeden z prvních v Čechách ovládl umění kontrapunktu a patřilo mu v tomto směru první místo. Jeho umění polyfonie dokazují skladby Vesperae de Confessore z C (VI D 94) nebo Missa quadramesimalis in a minore (III F 38), z drobných prací pak moteto Scapulis suis (III F 63).
Jeho skladby jsou plny vnitřního napětí, které jim dodával důrazem na hudební výraz skladby, což v té době rozhodně nebylo běžné. Vytvořil si vlastní individuální styl, charakterizovaný živým rytmem a často neobvyklou melodií, v níž byly patrné stopy lidové hudby. Jedna část jeho díla, především velké chrámové skladby jako dvouvěté mše, se vyznačuje okázalostí, vášnivými rytmy, patetickým a dramatickým projevem. Drobnější skladby jsou klidnější, prosté až intimní, s poetickým vyzněním. Nové pojetí dal také svým skladbám vánočním, které oživil svěžími rytmy a motivy lidových koled. Příkladem jsou skladby Resurrexit, Dona nebo Missa pastoralis (in D, III F 48). Brixi byl jedním z prvních skladatelů v Čechách, kteří psali tehdy módní árie. Většinou jsou podle vzoru neapolské opery, pro sopránový hlas s doprovodem smyčcových nástrojů a varhan.
Patřil mezi nejoblíbenější skladatele v Čechách, jeho hudba byla srozumitelná i lidovým vrstvám. Specifickou oblastí Brixiho tvorby jsou litanie na české texty, které se v církevní hudbě té doby objevovaly velmi zřídka. Patří sem Litanie o sv. Janu Nepomuckém, která vznikla v posledních letech skladatelova života.
Brixi za svůj život zkomponoval více než 400 skladeb. Jedná se převážně o církevní hudbu (přes sto mší a dalších téměř 300 skladeb včetně oratorií, smutečních mší, litanií, varhanních skladeb, koncertů ad.). Při velkém množství skladeb je jejich úroveň rozdílná. Dobovým úkazem je nadměrná šíře a délka řady skladeb.
Psal i světské skladby komorní i symfonické, z nichž se však dochovaly jen zlomky. Světské a nástrojové skladby Brixiho tvoří 5 koncertů pro varhany nebo klavicembalo s doprovodem orchestru, pravděpodobně 2 flétnové koncerty, 1 koncert pro dvě flétny s doprovodem orchestru, 3 symfonie (např. Bitevní Sinfonie, Sinfonia in D), několik partit pro dechové nástroje, skladby pro klavicembalo (suita z r. 1758, programní skladba La Bataille, 1757), preludia, fugy a partity pro varhany.
Svůj smysl pro humor přenesl do žertovné čtyřhlasé vokální fugy s názvem Das Katzengeschrey, ve které napodoboval kočičí hlasy. Je také autorem hudby k burleskám Bernardon die Gouvernante (Bernardon guvernantkou) o opilé guvernantce a Der Prahler ohne Geld (Náfuka bez peněz), inscenovaným poprvé v pražském Divadle v Kotcích na počátku šedesátých let 18. stol. Složil dvě komické opery s latinskými texty, které byly určeny pro školní představení: Erat unum cantor bonus (parodie dobových způsobů výuky zpěvu) a Luridi Scholares (ukázka nevhodné metody výuky žáků).
Jeho díla lze nalézt téměř v každé chrámové či zámecké sbírce historických hudebnin v České republice a nachází se i v mnoha zahraničních fondech. Dochovala se většinou jen v opisech. Jediná partitura psaná vlastní rukou je mše k Panně Marii mladoboleslavské z roku 1771.

## Nejvýznamnější skladby
- Missa integra D Dur
- Opus patheticum de septem doloribus Beatae Mariae Virginis
- Concerto in D major
- Judas Iscariothes – Oratorium pro die sacro Parasceves
- Missa solemnis D dur – mše pro sóla, sbor, orchestr a varhany
- Litanie de seto Benedieto
- Confiteor Tibi Domine
- Sinfonia in D
- Bitevní sinfonie
- Fuga in A minor
- Pastoral in C major
- Preludium C Dur
- Regina coeli
- Corona stellarum duodecim Beatae Mariae Virginis (obnovená premiéra 8.10.2011 v kostele na Karlově, Praha 2 – sbor Fénix)